# 광주삼육초등학교
광주삼육초등학교는 대한민국 광주광역시 남구에 있는 사립 초등학교이다.안식교 개통의 초등학교이다.

## 학교 연혁
- 1954. 04. 15 광주시 장동에서 개교
- 1962. 11. 05 국민학교 설립 3학급 인가
- 1965. 02. 25 학교 산수동 신축교사 준공
- 1969. 12. 20 학교 이전(산수동 → 주월동)
- 1970. 04. 11 주월동 교사 준공
- 1987. 09. 29 현교사 2층 준공 및 현 위치로 이사
- 1988. 03. 01 컴퓨터실 개관(8대)
- 1989. 03. 01 학교 급식 실시
- 1990. 05. 30 본관 3층 증축(강당, 어학실)
- 1990. 07. 30 학급증설 6급 인가
- 1994. 10. 30 본관 4층 증축(급식실, 미술실, 음악실)
- 1996. 03. 01 교명 변경 광주삼육초등학교로 개칭
- 1996. 08. 23 별관 58평 및 보조창고 준공(도서실, 예절실, 교장실)
- 1996. 11. 28 학급증설 12학급 인가(정원 576명)
- 2002. 12. 05 엔젤오케스트라 창단 연주회
- 2003. 07. 16 다목적관 4층 준공(연면적 600평)
- 2004. 08. 31 교내골프연습장 개장
- 2005. 03. 01 제13대 김배환 교장 취임
- 2005. 10. 01 어린이안식일학교 개설
- 2005. 11. 16 학급증설 13학급인가(정원 648명)
- 2006. 03. 01 제14대 교장 이성근 취임
- 2006. 06. 01 운동장 옹벽 공사 및 운동장 확장, 운동장 수도시설, 진입로 개설
- 2006. 03 ~ 2007. 02 교육인적자원부 지정 교육력제고 시범학교 운영
- 2007. 11. 03 교회창립, 강당리모델링, CCTV설치 기념음악회
- 2008. 12. 21 채식성명발표회 우수사례 발표(서울 프레스센타)
- 2009. 12. 29 2009 기초학력향상 우수학교 표창
- 2010. 03. 01 제15대 박태윤 교장 취임
- 2012. 03. 01 영어몰입(Immersion) 3학급 운영
- 2012. 04. 25 영어 학습관 준공
- 2012. 05. 16 광주광역시 남구청 학생사랑협의회 우수학교 표창
- 2013. 02. 13 제57회 졸업식 102명 졸업(연인원 1,736명)
- 2013. 03. 01 제16대 교장 안승자 취임
- 2013. 08. 과학실, 도서실 현대화 사업
- 2013. 10. 운동장 데크공사 및 소담정 설치
- 2014. 02. 제58회 졸업(졸업생 98명, 연인원 1,834명)

## 참고 자료
- 광주삼육초등학교 - 한국교육학술정보원 학교알리미